# Ina-Yoko Teutenberg
Ina-Yoko Teutenberg (nascida em 28 de outubro de 1974) é uma ex-ciclista alemã, que se tornou profissional em 2001. Teutenberg começou a competir com apenas 6 anos de idade, ao lado de seus dois irmãos, Sven e Lars.
Participou em duas edições dos Jogos Olímpicos, em Sydney 2000 e em Londres 2012. Em 2000, ela competiu na prova de estrada feminina, mas não completou a corrida. Já em 2012, Teutenberg obteve sucesso ao terminar na honrosa quarta posição competindo na mesma prova. Foi uma das 23 atletas olímpicas LGBT nas Olimpíadas de Londres.